# シンピウェ・ノンクアイ
シンピウェ・ノンクアイ（Simphiwe Nongqayi、1972年2月18日 - ）は、南アフリカ共和国の元プロボクサー。東ケープ州ボーダーポスト出身。元IBF世界スーパーフライ級王者。

## 来歴

### スーパーフライ級
2002年9月14日、30歳と遅めでプロデビューを果たし4回判定勝ち。
2006年12月15日、クフリレ・マケベと西ケープ州キムベリーのジム・サマーズ・ホールでWBF世界スーパーフライ級王座決定戦を行い、8回1分43秒TKO勝ちを収め、王座を獲得した。
2007年5月11日、ラファエル・ティラドと対戦し、7回1分56秒TKO勝ちを収め初防衛に成功した。
2007年8月17日、ハウテン州ウェストランド郡カールトンヴィルでフェリシアーノ・ダリオ・アズアガと対戦し、5回1分52秒TKO勝ちを収め2度目の防衛に成功した。
2008年5月9日、ヨハネスブルグのナスレック・インドア・アリーナでフリオ・ダビド・ロケ・レーと対戦し、12回3-0（118-110、116-112、116-111）の判定勝ちを収め3度目の防衛に成功した。
2009年2月28日、シナロア州ロスモチスのポリデボルティーボ・センテナリオでフランシスコ・アルセとIBF世界スーパーフライ級挑戦者決定戦を行い、12回3-0（116-111×3）の判定勝ちを収めビック・ダルチニアンへの挑戦権を獲得した。
2009年9月15日、カンクンのプラザ・デ・トロスでダルチニアンの王座返上に伴いホルヘ・アルセとIBF世界スーパーフライ級王座決定戦を行い、12回3-0（117-111、117-112、116-112）の判定勝ちを収め王座を獲得した。
2010年4月9日、エソンヌ県マシーのセントレ・オムニスポールにてマリク・ブジアンと対戦し、12回0-1（114-114×2、113-115）の判定で引き分けに終わるも初防衛に成功した。
2010年7月31日、ナヤリット州テピクのエル・パレンクエ・デ・ラ・フェリアにてファン・アルベルト・ロサスと対戦し、6回1分0秒TKO負けを喫し2度目の防衛に失敗、王座から陥落した。

### スーパーバンタム級
2011年9月24日、バハ・カリフォルニア州メヒカリのフォロ・プロモ・カサでWBO世界スーパーバンタム級王者のホルヘ・アルセと対戦し、4回2分1秒TKO負けを喫し2階級制覇出来なかった。
2012年3月22日、ノンクアイは現役引退を表明した。
2012年12月16日、イーストロンドンのオリエンタルシアターでターボ・ソンジカとフェザー級契約10回戦を行ったが、3回1分24秒TKO負けを喫した。

## 獲得タイトル
- WBF世界スーパーフライ級王座
- IBF世界スーパーフライ級王座（防衛1）